# Koncentrát piva
Koncentrát piva je pivo s odstraněným podílem vody. Pokusná výroba začala před rokem 1970 v USA a NSR, odkud bylo exportováno do dalších zemí.  Přes některé výhody se na trhu tento výrobek (nyní nazývaný mladinový koncentrát) u příznivců piva masivně neprosadil, přesto je stále vyráběn a prodáván.

## Výroba
Pivní koncentráty byly vyvíjeny uchovat zásobu piva v obdobích menšího zájmu, snižují riziko jeho zkažení a umožní ho uschovávat na menším prostoru velmi dlouhou dobu. Výhod i nevýhod je celá řada.

### Dříve
Výrobě koncentrátů se před rokem 1970 věnoval chemický koncern Phillips Petroleum Co.
Hotové pivo se zbavovalo vody zamrazením nebo vakuovou destilací. Přitom dochází ke určité ztrátě extraktu i alkoholu. Koncentrát se před použitím (spotřebou) zpětně naředil v poměru 1:5. 

### Nyní
V České republice vyvinul patenty týkající se výroby a složení mladinových koncentrátů Výzkumný ústav pivovarský a sladařský. Výzkum v Česku probíhal po roce 1985. Koncentráty jsou dodávány na trh v prášku, či v pastě. Často jsou využívané v domácích minipivovarech.